# D-körkort
D-körkort kallas det körkort som man måste ta för att få köra tung buss. I Sverige måste man (2025) ha fyllt 24 år för att få göra detta. I Sverige får man redan från 18 års ålder ta körkort för buss om man gör det i gymnasieskolans transportprogram. Dock är man begränsad att endast köra i linjetrafik där linjens längd är kortare än 50 km tills man fyller 20 år.
Från 21 år får man ta körkort utanför gymnasieskolans transportprogram. Förutsättningen eftersom man är under 24 år är att man avlägger yrkesprov (Yrkeskompetensbevis) innan man prövar för körkort vid Trafikverket. Från 21 års ålder är man begränsad att köra i linjetrafik där linjens längd är under 50 km om man genomgått 140 timmar lång yrkesutbildning. Har man deltagit i 280 timmars utbildning finns ingen begränsning i vilken typ av trafik man får köra även om man bara är 21 år.
Proven för D-körkort är indelade i ett kunskapsprov och ett körprov. Körprovet innehåller förutom körningen också en säkerhetskontroll och en s.k. utökad säkerhetskontroll.

### Fotnoter
1. ↑  ”D - Buss”. Transportstyrelsen. Arkiverad från originalet den 30 september 2017. https://web.archive.org/web/20170930131941/https://www.transportstyrelsen.se/sv/vagtrafik/Korkort/ta-korkort/buss/d---buss/. Läst 30 september 2017.